# Talmas
 Talmas  es una población y comuna francesa, en la región de Picardía, departamento de Somme, en el distrito de Amiens y cantón de Villers-Bocage.

## Demografía
| 1500 | 1550 | 1590 | 1772 | 1928 | 1882 | 1912 | 1892 | 1772 | 1693 | 1676 | 1632 | 1420 | 1320 | 1113 | 1020 | 913 | 854 | 796 | 722 | 703 | 619 | 597 | 546 | 531 | 529 | 482 |
| Para los censos de 1962 a 1999 la población legal corresponde a la población sin duplicidades (Fuente: INSEE [Consultar]) |      |      |      |      |      |      |      |      |      |      |      |      |      |      |      |     |     |     |     |     |     |     |     |     |     |     |

| 444 | 448 | 554 | 787 | 1027 | 1053 | 1087 |
| Para los censos de 1962 a 1999 la población legal corresponde a la población sin duplicidades (Fuente: INSEE [Consultar]) |     |     |     |      |      |      |